# NGC 2170
NGC 2170 是麒麟座的一個面积相当大的反射星雲。它离地球的距离约为2400光年，整个星云的直径大约有15光年。从地球上看上去这个星云像一幅水彩画：它有蓝色的（比较明亮的）反射部分，也有红色的（比较暗的）放射部分。該星雲由威廉·赫歇爾發現於1784年10月16日。

可見光和紅外巡天望遠鏡拍攝的NGC 2170與鄰近區域紅外線影像。